# 比利時LGBT權益
比利時的女同性戀者、男同性戀者、雙性戀者與跨性別者（LGBT）权益保障领先于世界，性少数者生活条件極為自由。比利时在2003年也成為了繼荷蘭之後、全世界第二個同性婚姻合法化的國家。
2020年，比利时成为继中华民国台湾以后世界上第二个，也是现今唯二的有跨性别阁员（部长级及以上人士）的国家、第一个这样的联合国成员国、非有限承认国家。

## 概要
| 項目                                                     | 合法性         |
| -------------------------------------------------------- | -------------- |
| 同性性行為合法化                                         | 自1795年       |
| 同意年齡平等化                                           | 自1985年       |
| 反歧視法適用於就業                                       | 自2003年       |
| 反歧視法適用於商品及服務法規                             | 自2003年       |
| 反歧視法適用於所有領域（包括：仇恨言論）                 | 自2003年       |
| 同性婚姻                                                 | 自2003年6月1日 |
| 承認同性伴侶關係                                         | 自2000年1月1日 |
| 同性伴侶之共同領養及繼子女領養皆為合法                   | 自2006年       |
| 同性戀者得合法公開在軍界服務                             | 是             |
| 性別重置權力                                             | 是             |
| 已婚或伴侶關係穩定之女同性戀者進行體外人工受精之合法管道 | 是             |
| 允許男男性接觸者（MSM）進行捐血                          | 否             |

## 外部連結
- 比利時同志大遊行網站 （页面存档备份，存于）
- Holebifederatie 網站（限荷蘭地區瀏覽） （页面存档备份，存于）
- 同志聯盟網站（限法國地區瀏覽）
- 比利時第一個同志新聞與生活相關網站
- 比利時同志旅遊網站